# Aksjologia prawa
Aksjologia prawa - problematyka lub subdyscyplina badawcza teorii i filozofii prawa obejmująca kwestie aksjologiczne związane z prawem, takie jak wartości wpisane w prawo, oceny związane z prawem, związki prawa z moralnością